# ミニ14
ミニ14（Mini-14）は、1973年にスターム・ルガー社が発表した自動小銃である。外見上のレイアウトやデザインは1959年にアメリカ軍に採用されたM14自動小銃を参考にしている。主に民生用として販売されているが、軍や警察といった公的機関での採用例もある。

## 概要
その名の通り小型（ミニ）と言えるほどM14によく似たデザインをしており、その名称も商業戦略上の語呂合わせのような商標である。スターム・ルガー社の設計方針に沿った単純な機構で、製造コストが低い上に故障も少なく手入れも容易である。その設計から命中精度も良好であり、プリンキング（狩猟や競技とは関係ない趣味の範囲での射撃）やランチライフル（Ranch Rifle：牧場や農場における小型害獣駆除用銃）、ホームディフェンス用ライフルなどとして人気が高い。
スターム・ルガー社の創業者ビル・ルガーが描いた当初のアイデアは、「M1カービンのような、.223レミントン弾（≒5.56x45mm NATO弾）仕様の、縮小されたM14小銃」というもので、アメリカ軍の新たな制式小銃として採用されることも期待していた。しかし、完成したのはベトナム戦争末期に差し掛かってからで、軽量小型なM16小銃が採用された後のことだった。結局、このライフルは主に民生用ライフルとして販売されることとなった。「小型化されたM14」というアイデアには、多くの小火器の開発に携わってきたルネ・スタッドラー陸軍大佐（René Studler）も興味を示していたという。後にルガーは「M1ガーランドの原理を諦めることこそ、先進的なM16に向かうために必要な苦痛だった。これでよかったと思っている」としながらも、「もし5年早く完成していれば、ミニ14が制式小銃として採用されていただろう」と語っている。
設計にはルガーのほか、ロイ・ジェームズ・サリバン技師らも携わった。サリバンは既成銃器のスケールダウン設計を手がけることで知られていた技師で、M16小銃の設計にも参加している。コストを抑えるため、金属部品はインベストメント鋳造またはプレス加工によって成形されており、銃床にはクルミ材の代わりに軽く染色した安価なアメリカ製硬材が用いられた。販売価格は200ドルと安価だった。
M14の小型化というアイデアから生まれたライフルではあるものの、内部の作動機構はM14と異なる。回転ボルトはM14を参考に新設計されたもので、ガスピストンなどはM1ガーランドを参考としたものである。
5連発の着脱式箱型弾倉が銃本体に付属し、オプションとして10連発弾倉と20連発弾倉も販売されていた。これら大型弾倉は法規制のもとで一時生産が中止されたが、アサルト・ウェポン規制法の期限切れ以降は販売が再開されている。なお、デザインは似通っているものの、M16で採用されたSTANAGマガジンとは互換性がなく、アダプター等も存在しない。
この種の民間向けライフルの例に漏れず、木製ストックと樹脂（グラスファイバー）製ストック、クロムモリブデン鋼製型とステンレス鋼製型など幾つかの選択肢がある。また、安価に大量生産された普及品のため、米国内ではアフターマーケットの社外製部品やアクセサリー類も豊富である。この点もパーツ交換で「遊べる」民間用ライフルの強みであり、ヒット商品になった要因の1つである。
木製のストレートストックや剥き出しになったガスブロックといったクラシカルで民生用ライフル然としたデザインは、M4カービンのように金属やプラスチックを多用したマットブラックの物々しく戦闘的な印象の銃器よりも周囲の民間人に与える威圧感が低いと考えられることから、ミニ14やAC-556ライフルは軍隊よりも民間人の目に触れる機会の多い警察組織からも注目されることとなる。
1982年、ランチ・ライフル（Ranch Rifle）と呼ばれるモデルが発表された。このモデルは機関部と一体型のスコープマウントベースが設けられていたほか、反動を軽減するリコイルバッファシステムが組み込まれ、ボルトストップの形状を改めて薬莢がスコープにぶつからず横へ飛ぶように改良されていた。2004年から2006年にかけては生産を一時中断し、生産設備の刷新や根本的な設計の見直しが行われた。この際に大小様々な改良が行われ、また以後は全てのモデルにランチ・ライフルと同型のスコープマウントベースが設けられている。

## バリエーション

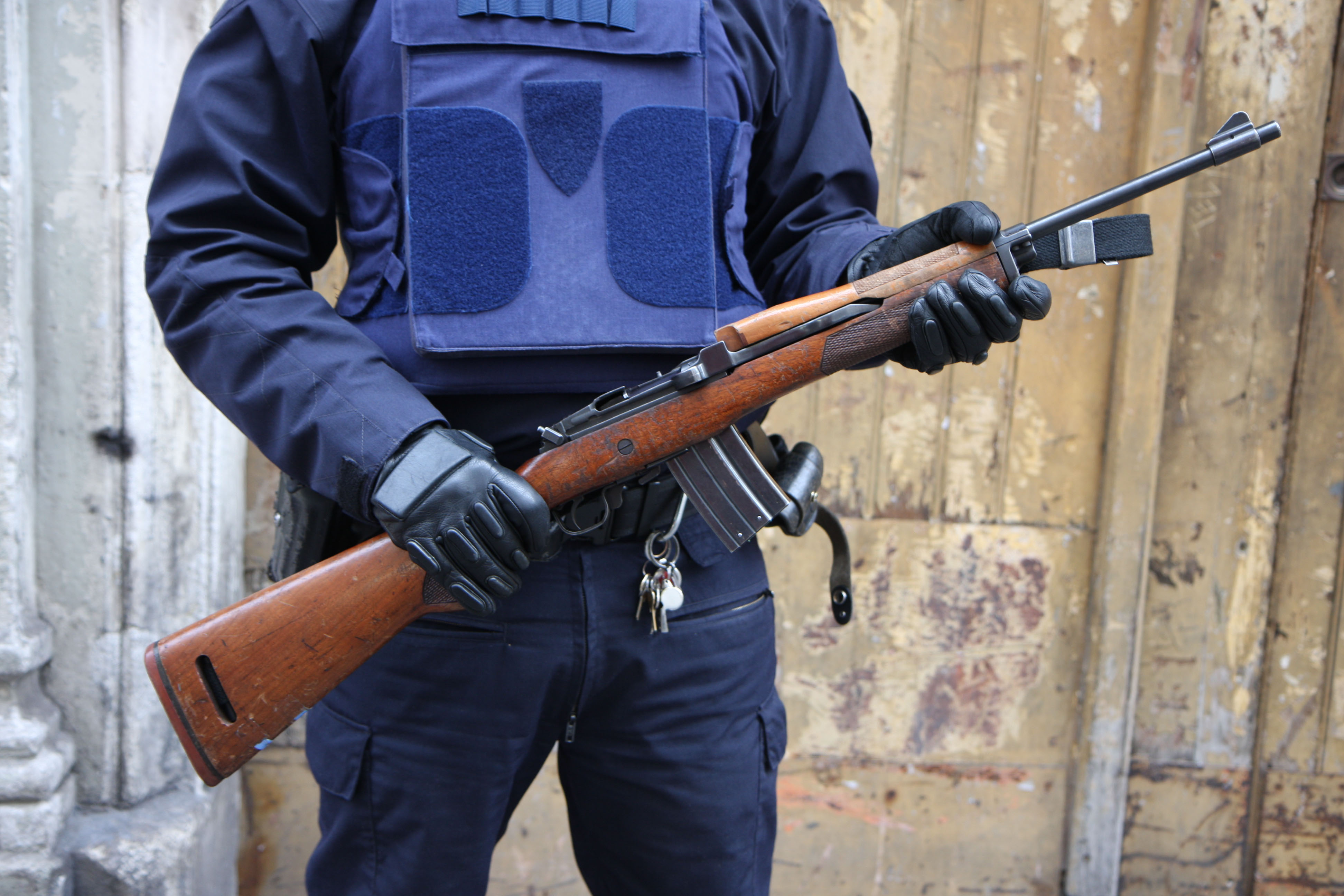
AMDカービンを手にするフランス共和国保安機動隊隊員

使用する弾薬や用途に応じて幾つかのバリエーションがある。
ミニ14/ミニ14 20GB
最初に開発されたモデル。弾薬は一般的な5.56x45mm NATO弾または同じ寸法の.223レミントン弾で、標準で5連のショートマガジンが付属するが、10発と20発の弾倉もオプションとして別売りされている。20GBは軍用を意識して着剣機構が取り付けられており、M4銃剣を取り付けることができる。

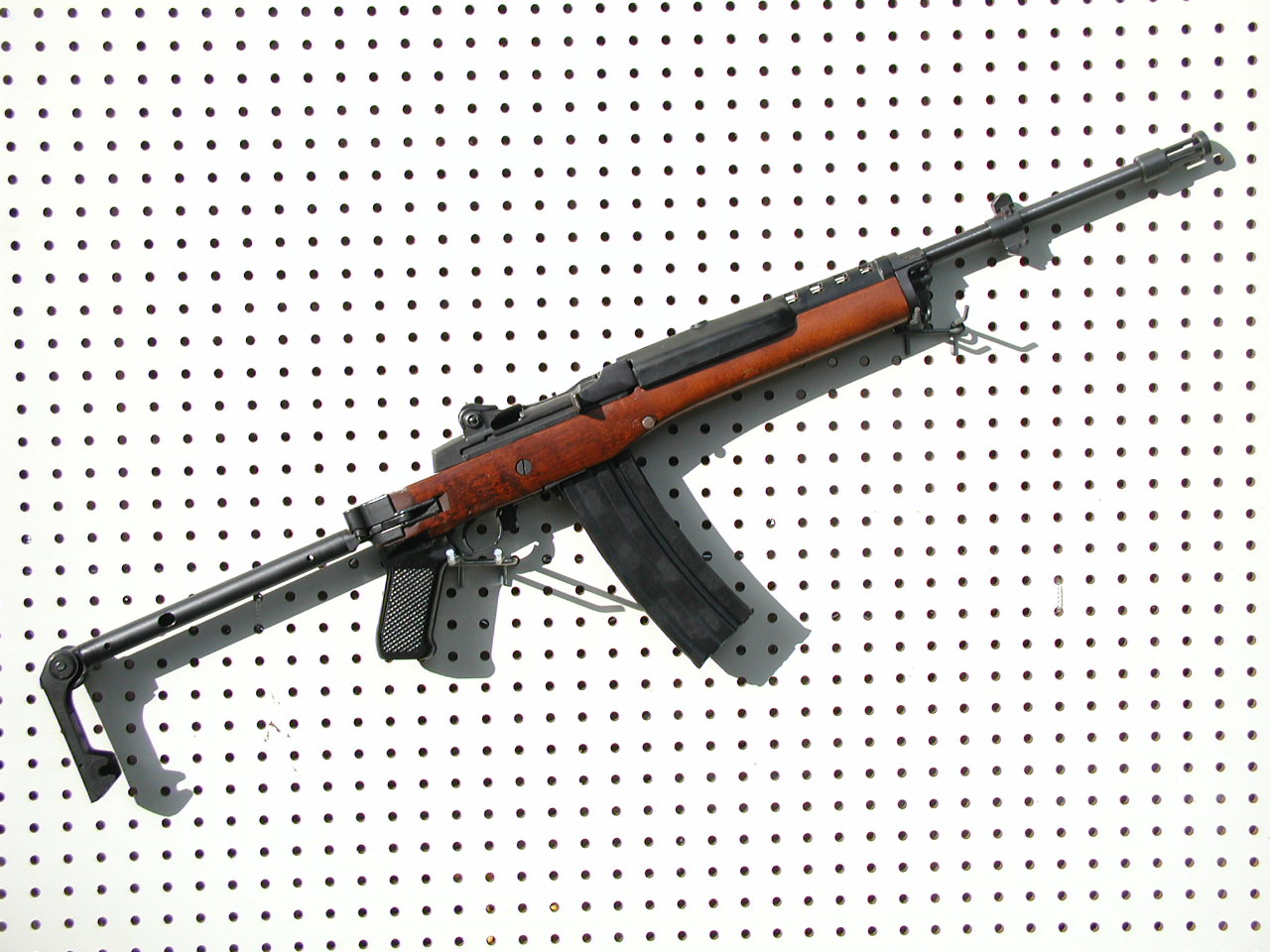
ミニ14F

AC-556/AC-556F
軍・警察向けにミニ14 20GBにフルオートまたは3点バースト機構を追加するなどの改良を施したモデル。AC-556FはAC-556のバレルを短縮し、サイドスイング式のフォールディングストックとピストルグリップを備えたカービンモデル。銃本体の側面後端に回転式の射撃モード（セミオートとフルオートまたは3点バースト）を選択するためのセレクタースイッチがついている。セレクタースイッチはレバーの頭部にストッパーボタンが用意されている。
ミニ30
AK-47と同じ7.62x39mm弾を使用するモデル。標準で5連のショートマガジンが付属する他、10連、20連、30連のマガジンが存在する。但し、AK-47とはマガジンの互換性がない。その口径（0.30インチ）から命名されたため、よりM14のデフォルメという意味に近い。
ミニ6.8
スターム・ルガー純正としてはもっとも新しいモデルで新型の6.8×43mm SPCを使用する。マガジンはミニ14と同じものが使用できるが、その場合は装弾数が減ってしまう点に注意が必要。
AMDカービン
フランス内務省向けモデル。1978年、フランス内務省では旧式化しつつあったMAT 49短機関銃の後継装備たる新型銃を採用することを決定した。新型銃は散弾銃や短機関銃よりも火力のある自動小銃が好ましいとされ、同時に市街での使用も想定されることからFA-MAS突撃銃のように「攻撃的」な外見であってはならないともされていた。こうして要請を受けたスターム・ルガー社がミニ14を元に開発したのがAMDカービン（Mousqueton A.M.D.）である。AMDは「自衛用火器」（Armement Moyen de Défense）の略。基本的な構造はミニ14と同一だが、リコイルパッドとスリングカットアウトを備え、チェッカリングを施された銃床など細部に差異が見られる。
他にも社外品としてサムホールタイプやスケルトンタイプ、サイドスイング式の折り畳みストックといった交換用パーツ、スコープやダットサイトを取り付けるための20mmマウントレールなどが販売されている。珍しいところではMk14 Mod.0によく似た近代的なEBRストックも存在する。

## 採用国

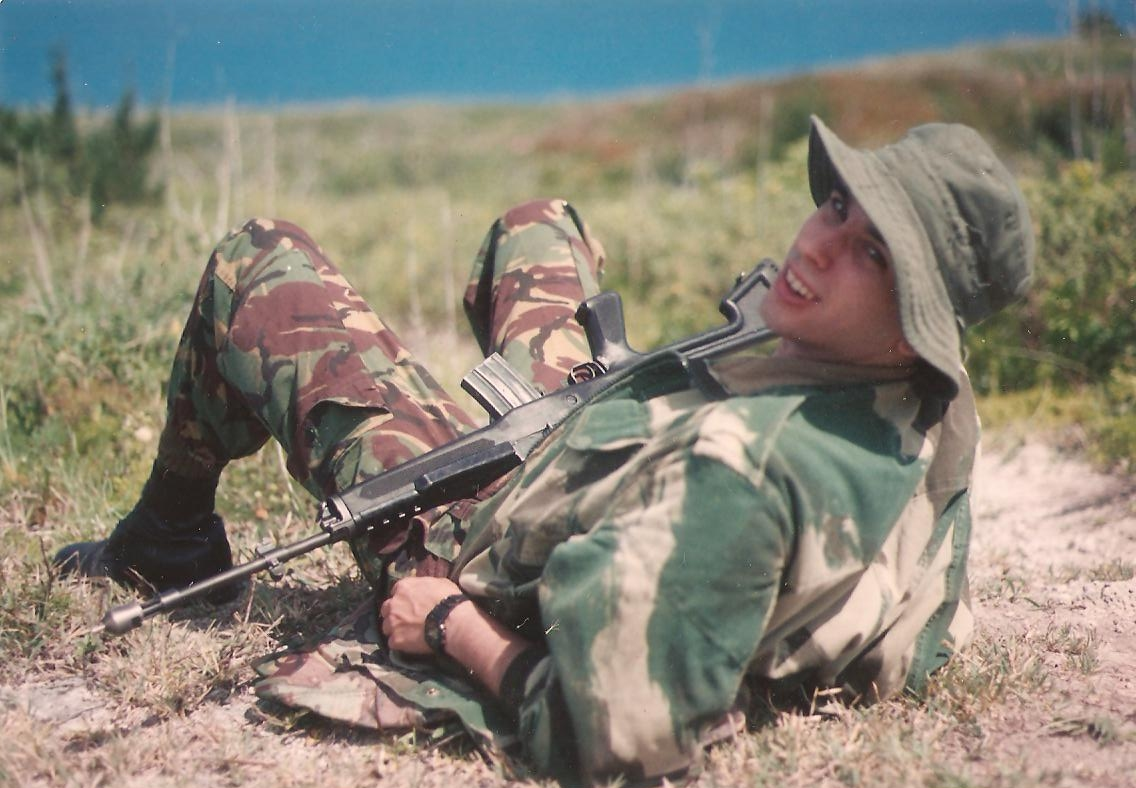
王立バミューダ連隊の兵士。グラスファイバー製ストックのミニ14を所持している

軍用を想定した設計の銃ではないが、警察のほかに一部の軍組織でも使用されている。
- オーストラリア
- フランス - 内務省がAMDカービンを採用し、国境警察隊（PAF）、保安機動隊（CRS）などの機関にて配備されていた。また、国家憲兵隊治安介入部隊（GIGN）でも使用されていた[5]。
- ホンジュラス
- バミューダ - 王立バミューダ連隊（英語版）が1983年にL1A1（SLR）の代替として標準的な木製ストックのミニ14 20GBを採用。現在は独立したピストルグリップを備えたマットブラックのグラスファイバー製に換装されている。
- イギリス - 1979年、北アイルランドの王立アルスター警察隊（英語版）（RUC）がスターリングサブマシンガンとM1カービンの後継としてAC-556を採用。
- アメリカ合衆国 - ニューヨーク市警察（NYPD）の緊急展開部隊（ESU）が軍用弾を使用するなど火力に優れる半面、民間用スポーツライフルに似た外見をしていることから民間人に対して威圧感を与えないとしてAC-556Fを採用していた。現在はM4カービン（あるいはそのバリエーション）に更新されている。その他、制服警官が訓練を受ける際にミニ14を使用したり、各部署の備品として必要数だけ購入するような場合もある。

## 登場作品

### 映画・テレビドラマ
『CSI:マイアミ』
『THE LAST OF US』
テレビドラマ版第9話に登場。抵抗組織「ファイアフライ」の兵士が装備していたものを主人公のジョエルが強奪。ファイアフライ兵士らとの戦闘で使用する。
『アンダーカヴァー』
『コマンドー』
アリアス私兵が20GBを使用。セミオートで速射する映像に、フルオートの銃声が加えられている。
『超音速攻撃ヘリ エアーウルフ』
金塊強奪犯がAC-556Fを使用。
『特攻野郎Aチーム』
Aチームメンバーが使用。映画版でも"ハンニバル"ジョン・スミス大佐がメインアームとして使用（サイドアームはM1911）。
『バトルトラック』
敵の武装集団がミニ14を、主人公がAC-556を使用。
『フェイス/オフ』
刑務所の看守が所持。
『フラッド』
『ラストターゲット』
「M14」の名称で登場。
『ロマンシング・ストーン 秘宝の谷』
『静かなる叫び』
モントリオール理工科大学虐殺事件を題材にした作品。

### アニメ
『人類は衰退しました』
第3話に登場。壁にかけてある。

### 小説
『極大射程』
FBI捜査官のニック・メンフィスが使用。

### ゲーム
『Left 4 Deadシリーズ』
「ハンティングライフル」の名称で登場。
『PlayerUnknown's Battlegrounds』
DMRとして「Mini14」の名称で登場。
『グランド・セフト・オート・バイスシティ』
「Kruger」の名称で登場。